# Andrew Landenberger
Andrew Landenberger, född den 15 september 1966 i Grafton, är en australisk seglare.
Han tog OS-silver i tornado i samband med de olympiska seglingstävlingarna 1996 i Atlanta.